# Valdearcos de la Vega
Valdearcos de la Vega é um município da Espanha na província de Valladolid, comunidade autónoma de Castela e Leão, de área 14,33 km² com população de 108 habitantes (2007) e densidade populacional de 7,81 hab/km².

## Demografia
| Variação demográfica do município entre 1991 e 2004 | Variação demográfica do município entre 1991 e 2004 | Variação demográfica do município entre 1991 e 2004 | Variação demográfica do município entre 1991 e 2004 |
| --------------------------------------------------- | --------------------------------------------------- | --------------------------------------------------- | --------------------------------------------------- |
| 1991                                                | 1996                                                | 2001                                                | 2004                                                |
| 170                                                 | 153                                                 | 139                                                 | 115                                                 |